# Geōrgios Kousas
Geōrgios Kousas (in greco Γεώργιος Κούσας?; Salonicco, 12 agosto 1982) è un ex calciatore greco, di ruolo difensore.